# شكاعة طويلة الأشواك
الشكاعة طويلة الأشواك (باللاتينية: Fagonia longispina) نوع نباتي ينتمي إلى جنس الشكاعة من الفصيلة القديسية.

## الموئل والانتشار
موطنها المغرب العربي.